# Nationales Olympisches Komitee der Mongolei
Das Nationale Olympische Komitee der Mongolei (mongolisch Монголын Үндэсний Олимпын Хороо, Mongolyn Ündesnii Olimpyn Choroo; Abkürzung: МҮОХ, MÜOCh) ist die nationale Vertretung der Mongolei im Internationalen Olympischen Komitee.
Es wurde 1956 gegründet und 1962 akkreditiert. Sitz der Organisation ist Ulaanbaatar. Sie ist Mitglied im Olympic Council of Asia (OCA).